# Mieczysław Borodej
Mieczysław Karol Borodej (ur. 12 września 1914 w Stanisławowie, zm. 22 maja 1983 we Wrocławiu) – lotnik, pilot w randze kapitana walczący w ramach Polskich Sił Powietrznych w Wielkiej Brytanii, w Dywizjonie 301, a także żołnierz polskiego podziemia niepodległościowego – Armii Krajowej, sybirak.

## Życiorys

### Do września 1939 r.
Mieczysław Karol Borodej urodził się 12 września 1914 r. w Stanisławowie, w czasach gdy obszary te znajdowały się w granicach monarchii habsburskiej. Zaś gdy Polska odzyskała niepodległość, miasto znalazło się w granicach II Rzeczpospolita. Jego ojcem był Ludwik Borodej, pracownik kolejowy, a matką Stanisława Teofilia Borodej, z domu Kasprzycka. Państwową szkołę powszechną w Tyśmienicy ukończył w 1926 r.. Następnie uczęszczał do gimnazjum w Tłumaczu. W tej szkole ukończył 5 klas w 1931 r..
Od lat młodzieńczych postanowił związać swoją drogę życiową z Wojskiem Polskim, w szczególności z lotnictwem wojskowym. Z tego względu po ukończeniu szkół powszechnych wstąpił do Szkoły Podoficerów Lotnictwa dla Małoletnich w Bydgoszczy (SPLdM.28.02.40). Nauka w niej trwała trzy lata. Mieczysław Borodej ukończył ją w 1934 r. Uzyskał w niej tytuł mechanika samolotowego, który obejmował także podstawowe wyszkolenie w zakresie pilotażu. Uzyskał wówczas stopień kaprala lotnika. Kolejnym krokiem w jego drodze do kariery pilota było zdobycie specjalności pilota bombowego w Centrum Wyszkolenia Oficerów Lotnictwa, które mieściło się w Sadkowie pod Radomiem. Jego pierwszym przydziałem była 64 Eskadra Liniowa w ramach 6 Pułku Lotniczego we Lwowie.
Kolejnym krokiem, niezbędnym w dalszym rozwoju jako pilota wojskowego, było zdanie matury, by móc starać się o stopnie oficerskie. Ten krok został osiągnięty w dniu 17 maja 1938 r., kiedy to Mieczysław Borodej zdał eksternistycznie maturę. Ten fakt umożliwiał wstąpienie do Szkoły Podchorążych Lotnictwa w Dęblinie („Szkoła Orląt”). Naukę w wymienionej placówce rozpoczął 3 stycznia 1939 r. po zdaniu wymaganych egzaminów. Ówczesna, napięta sytuacja międzynarodowa, w tym widmo wojny sprawiły, że program nauczania, który normalnie trwał trzy lata, starano się zrealizować możliwie szybko, w znacznie krótszym czasie. Dlatego przed wybuchem we wrześniu 1939 r. zdążono wypuścić dwie promocje podchorążych. Jednak Mieczysław Borodej znalazł się w trzeciej grupie, która nie zdążyła uzyskać promocji, mimo że szkolenie było praktycznie zakończone. W późniejszym czasie tę grupę nazywano „Ostatnimi Mohikanami”. Najwyższym stopniem wojskowym jaki uzyskał przed opuszczeniem kraju był podporucznik.

### II wojna światowa

#### Przedostanie się do Wielkiej Brytanii
Po napadzie na Polskę dokonanym przez III Rzeszę i wybuchu II wojny światowej, podjęto decyzję o ewakuacji szkoły. Odpowiedni rozkaz wydał Dowódca Lotnictwa i 3 września nakazano ewakuację, w stronę granicy rumuńskiej. Na przeszkodzie jednak stanęła rozpoczęta 17 września 1939 r. inwazja sowiecka, a ewakuujący się lotnicy znaleźli się pomiędzy dwoma frontami. Podczas przemieszczania się w kierunku granicy, żołnierze ci brali udział w walkach, między innymi w obronie Lwowa. Według relacji samego Mieczysława Borodeja, udał się on do domu, żeby pożegnać się z rodziną, czyli schorowaną matką, starszym bratem i młodszą siostrą. Gdy był w domu obszar te zdążyła zająć już Armia Czerwona. Mimo przebrania w cywilne ubranie został aresztowany i przeznaczony do wywózki. Jednak z niewoli wyciągnął go niejaki Śliwiński (biegacz na 400 metrów, agent polskiego wywiadu i znajomy Borodeja).
Po uwolnieniu przedostał się przez Karpaty na Węgry, których granicę przekroczył 25 września. Tam został internowany w obozie, w Nagykanizsa. Dzięki pomocy polskiego attachatu w Budapeszcie udało mu się stamtąd uciec i przedostać się do Francji, szlakiem prowadzącym przez Jugosławię, Grecję i Morze Śródziemne. Tam w dniu 1 listopada 1939 r. zgłosił się do bazy polskiego lotnictwa w Lyon-Bron. Był jednak mocno rozczarowany postawą Francuzów. Następnie na przełomie lutego i marca 1940 r. wraz z grupą polskich lotników został przeniesiony do Wielkiej Brytanii celem dalszego szkolenia. Stało się to na podstawie porozumienia zawartego przez Francuzów z Brytyjczykami.

#### Działalność jako lotnik
W Wielkiej Brytanii Mieczysław Borodej 1 marca 1940 r. trafił do stacji RAF Eastchurch, gdzie przeszedł pierwsze przeszkolenie. Następnie latał jako pilot sztabowy w kilku ośrodkach szkoleniowych. Później został został skierowany do Bramcote (RAF Bramcote), gdzie przeszedł końcowe szkolenie w tamtejszej Jednostce Wyszkolenia Bojowego – 18 OTU (18 Operational Training Unit). Stamtąd skierowano go do Szkocji na stanowiska instruktora w tamtejszej bazie Royal Air Force, zaś w lipcu lub sierpniu 1940 r. został przydzielany do 301 Dywizjonu Bombowego „Ziemi Pomorskiej im. Obrońców Warszawy”. Otrzymał w tym czasie rangę sierżanta podchorążego.
Podczas pobytu w Wielkiej Brytanii Borodejem opiekowała się brytyjska rodzina Steelów.
W dywizjonie 301 odbywał loty bojowe nad niemieckie miasta oraz francuskie porty. W dniu 22 października 1941 r. brał udział w nalocie na Bremę (21.10.1941 r.). Oprócz niego w załodze znajdowali się Ludwik Cieślak, Jan Riedl, Antoni Stalewski, Antoni Młodzik i Andrzej Kleeberg. Lot odbywali samolotem Wellington IV GR-W. Podczas wykonywania zadania niemiecka obrona przeciwlotnicza zestrzeliła pilotowany przez niego samolot. Wszyscy członkowie załogi uratowali się skokiem na spadochronie. W ten sposób Mieczystaw Borodej trafił do niemieckiej niewoli.

#### Działalność w polskim podziemiu zbrojnym
W tym czasie Mieczystaw Borodej był podoficerem. Jego ówczesny stopień to plutonowy podchorąży pilot. W tym stanie rzeczy przez Niemców został umieszczony w Stalagu VIII B Lamsdorf / Stalag 344 (numer POW: 24428), czyli dzisiejszych Łambinowic pod Opolem.
Tam razem z angielskim lotnikiem Richardem Pape, z którym się zaprzyjaźnił, podali się za Nowozelandczyków Winstona Yestmana i George' a Pottera. Było to niezbędne aby uciec z obozu, bowiem ucieczka była możliwa z miejsca pracy, a nie z samego obozu. Jednak lotników do pracy nie brali. Dzięki temu, że wymienieni zgodzili się na wymianę znaczków identyfikujących osadzonych, obaj trafili do części obozu przeznaczonego dla armii lądowej, a stamtąd skierowani zostali do kopalni węgla "Szombierki" w Bytomiu, skąd dzięki pomocy polskich górników uciekli w połowie marca 1942 r. (18 marca 1942 r.). Po uciecze z kopalni udało im się przedostać do Częstochowy, gdzie spędzili kilka dni w klasztorze sióstr Szarytek. Stamtąd przedostali się Krakowa. Angielski lotnik jednak zachorował i w dalszą drogę Borodej ruszył sam.
Około połowy kwietnia 1942 r. udało mu się dotrzeć do Lwowa. W tym czasie posługiwał się dokumentami na nazwisko Mikołaj Wajda, które udało się uzyskać na podstawie metryki zmarłego syna przyjaciół. Tam nawiązał kontakt z polskim podziemiem zbrojnym – Armią Krajową – w której szeregi wstąpił, a udało mu się to dzięki Stefanii Stipal. Od listopada 1942 r. zaczął kierować inspektoratem Lwów-miasto wywiadu wojskowego. W tym czasie uczestniczył w przeprowadzeniu kilku akcji. Między innymi w kwietniu 1943 roku dowodził ubezpieczaniem akcji odbicia Lecha Sadowskiego - "Wasyla" z więziennego szpitala. Od 15 sierpnia 1944 r. pełnił natomiast funkcję dowódcy zgrupowania odwodowego wywiadu i kontrwywiadu Armii Krajowej. W ramach akcji „Burza” dowodził zajmowaniem rejon Starego Uniwersytetu we Lwowie. W konspiracji używał pseudonimów „Wojciech”, „Lis”, „Śruba”, „Osmoza”, „Ścigacz”. Sowiecki kontrwywiad aresztował Mieczysława Borodeja 31 lipca 1944 r. (według innego źródła aresztowanie miało miejsce 26 lipca 1944 r.).
Pełnione funkcje (w stopniu podporucznik pilot):
- od listopada 1942 r. do marca 1944 r.: szef oddziału II Komendy Okręgu – wywiad i kontrwywiad (Okręg Lwów Armii Krajowej)[6][10][18][19][20]
- od stycznia 1943 r. do marca 1944 r.: kierownik oddziału II Komendy Okręgu – wywiad i kontrwywiad – sieć specjalna WW, przekazana do inspektoratu Miasto-Lwów[6][10][19]
- od marca 1944 r. do 31.07.1944 r.: szef oddziału II/A Komendy Okręgu – wywiad i dział II Inspektoratu Miasto-Lwów[6][10][19][22].

W konspiracji został awansowany do stopnia porucznika. Ostateczny awans otrzymał do rangi kapitana.

### Niewola sowiecka
Sowiecki sąd w dniu 29 stycznia 1945 r. wydał wyrok mocą którego skazano go na 20 lat więzienia. Początkowo został osadzony w łagrze w Woroszyłowgradzie, a następnie przeniesiono go na Kołymę. Tam trafił do pracy w kopalni złota. Podczas wypadku w kopalni, w czasie którego nastąpił wybuch, gdyż prace dotyczyły wysadzania skał przy pomocy dynamitu, stracił jedno oko i doznał innych poważnych obrażeń. Następnie pracował w kopalni węgla. Tutaj z kolei podczas wypadku doznał poważnego urazu czaszki. Po tych wydarzeniach w 1948 r. podjął próbę ucieczki z niewoli. Został jednak złapany i ponownie osądzony, w wyniku czego wyrok został podwyższony do 25 lat więzienia.

### W Polsce
26 września 1955 r. wraz z 70 innymi sybirakami trafił do Polski. Ponieważ nadal jednak był więźniem został osadzony w obozie w Mielęcinku. Tam podjął głodówkę, która trwała miesiąc. Wówczas został zwolniony z obozu. Początkowo mieszkał w Szczecinku. W tym okresie nawiązał kontakt z pułkownikiem Ridgweyem, pełniącym wówczas funkcję attaché lotniczego ambasady brytyjskiej w Warszawie. Jego celem było odzyskanie pieniędzy należnych mu za służbę w RAF-ie. Jak się okazało Richard Pape w wydanej przez siebie książce zatytułowanej „Boldness by my Friend”i napisał, że Mieczysław Borodej nie żyje, w związku z czym musiał on udowodnić Brytyjczykom, że żyje i jest uprawniony do przysługującego mu, zaległego wynagrodzenia. Te działania zwróciły uwagę służb bezpieczeństwa, które zainteresowały się nim w 1957 r. Fakt inwigilacji został przez Mieczysława Borodeja zauważony. Po tym przez szereg miesięcy służby te bezskutecznie próbowały nakłonić go do współpracy, uzyskać dane innych członków Armii Krajowej, czy wykorzystać Borodeja do inwigilowania brytyjskiego attaché. Sam Borodej chciał jednak w tamtym czasie wyjechać do Wielkiej Brytanii. To się im jednak nie udało. W lipcu 1957 r. uzyskał zgodę na wyjazd. Gdy powrócił do Polski przeprowadzi się ze Szczecinka do Wrocławia. Jego inwigilacja przez służby bezpieczeństwa trwała do 1963 r. choć zrezygnowano z kolejnych prób nakłonienia go do współpracy.
We Wrocławiu w 1960 r. Mieczysław Borodej ożenił się z Wandą Dzierżkową. Żona Borodeja była lekarzem, córką Józefa Hellera, profesora Uniwersytetu Lwowskiego, Uniwersytetu Wrocławskiego i Akademii Medycznej w Warszawie, w dziedzinie biochemii i entomologii. Małżeństwo miało jedną córkę, Agnieszkę. Sam Borodej pracował zaś początkowo w Wydziale Komunikacji Drogowej WRN, później we Wrocławskim Przedsiębiorstwie Budownictwa nr 2, w którym przez pewien czas był dyrektorem oddziału w Lubinie. W 1980 r. przeszedł na emeryturę. Jego żona zmarła wcześniej i przez pewien okres czasu był wdowcem. Po utrzymywał listowny kontakt z zaprzyjaźnioną rodziną Steelów z Wielkiej Brytanii. Przez wiele lat mieszkał na Karłowicach przy ulicy ks. Norberta Bończyka 25.
Był jednym z inicjatorów i członków założonego w 1963 r. Wrocławskiego Klubu Seniorów Lotnictwa.
Mieczysław Borodej zmarł we Wrocławiu dnia 22 maja 1983 r.. Pochowano go na Cmentarzu Osobowickim (grób numer 136/1207/3 – pole 136, grób 120).
Jako osoba zasłużona i związana z Wrocławiem Mieczysław Borodej znalazł się w banku nazw dla ulic, placów i parków dla Wrocławia pozytywnie zaopiniowanych przez właściwą komisję Rady Miejskiej Wrocławia. Padła między innymi propozycja aby jego imieniem nazwać powstającą obwodnicę Psiego Pola.
Ponieważ był osobą, którą interesowały się służby bezpieczeństwa PRL, znalazł się na Liście Wildsteina (numer katalogowy: IPN BU 00945/1131).

## Dane identyfikacyjne i stopnie wojskowe
Mieczysław Borodej w wojsku był pilotem. W RAF miał przypisany numer służbowy 780968. Najwyższe stopnie wojskowe jakie miał nadane są następujące:
- polskie: kapitan pilot[2][4], stopień PSP: plutonowy[3]
- brytyjskie: F/Lt[2], stopień RAF: W/O[3][15].

## Odznaczenia
Podczas II wojny światowej, za swoją postawę, był wielokrotnie odznaczany. Otrzymał między innymi:
- Srebrny Krzyż Orderu Virtuti Militari (V klasa)
- Krzyż Walecznych – dwukrotnie[3][4][25], jeden z nich za akcję uwolnienia Lecha Sadowskiego „Wasyla”[6]
- Złot Krzyż Zasługi z Mieczami
- Medal Lotniczy
- Medal Wojska – trzykrotnie
- Krzyż Armii Krajowej[4][25].

Otrzymał także następujące odznaczenia brytyjskie: Gwiazda za Wojnę 1939–1945, Aircrew Europe Star, Medal Obrony i Medal Wojny 1939–1945.